# Kings Mountain National Military Park
Le Kings Mountain National Military Park est une aire protégée américaine située dans les comtés de Cherokee et York, en Caroline du Sud. Établi le 3 mars 1931, ce parc militaire national protège le site de la bataille de Kings Mountain, pendant la guerre d'indépendance des États-Unis. Inscrit au Registre national des lieux historiques depuis le 15 octobre 1966, il est géré par le National Park Service.